# Pelomyiella mallochi
Pelomyiella mallochi är en tvåvingeart som beskrevs av Sturtevant 1923. Enligt Catalogue of Life ingår Pelomyiella mallochi i släktet Pelomyiella och familjen Canacidae, men enligt Dyntaxa är tillhörigheten istället släktet Pelomyiella och familjen dynflugor. Arten är reproducerande i Sverige. Inga underarter finns listade i Catalogue of Life.